# Joan Aiken
Joan Delano Aiken (ur. 4 września 1924, zm. 4 stycznia 2004) – brytyjska pisarka. 
Urodziła się w Rye w hrabstwie East Sussex, w rodzinie o literackich tradycjach: jej ojciec, Conrad Aiken był laureatem Nagrody Pulitzera, zawód pisarki wybrała również jej siostra, Jane Aiken Hodge. 
Joan Aiken zaczęła pisać i publikować już jako nastolatka. Jej twórczość obejmuje głównie książki dla dzieci oraz literaturę grozy.

## Nagrody
- Nagroda im. Lewisa Carrolla, 1965
- Carnegie Medal honor book, 1968
- Guardian Award, 1969
- Nagrody im. Edgara Allana Poego
- Mystery Writers of America, 1972
- New York Times outstanding book, 1974
- Member of the Order of the British Empire (M.B.E.)

## Dzieła
- All You've Ever Wanted, and Other Stories, 1953, proza dla dzieci
- The Wolves of Willoughby Chase, 1962, proza dla dzieci
- Black Hearts in Battersea, 1964,proza dla dzieci
- Nightbirds in Nantucket, 1966, proza dla dzieci
- Hate Begins at Home, 1967, proza
- The Whispering Mountain, 1968, proza dla dzieci
- A Small Pinch of Weather, and Other Stories, 1969, proza dla dzieci
- The Cuckoo Tree, 1971, proza dla dzieci
- Died on a Rainy Sunday, 1972, proza dla dzieci
- A Harp of Fishbones, and Other Stories, 1972, proza dla dzieci
- Midnight is a Place, 1974, Cproza dla dzieci
- Castle Barebane, 1976, proza dla dzieci
- The Faithless Lollybird, and Other Stories, 1977, proza dla dzieci
- Go Saddle the Sea, 1977, proza dla dzieci
- The Lightning Tree, 1980, proza
- The Shadow Guests, 1980, proza dla dzieci
- The Way to Write for Children, 1982, nonfiction
- Bridle the Wind, 1983, proza dla dzieci
- Mansfield Revisited, 1984, proza
- Up the Chimney Down, 1984, proza dla dzieci
- A Goose on Your Grave, 1987, proza dla dzieci
- Conrad Aiken Remembered, 1989, nonfiction
- Blackground, 1989, proza
- The Haunting of Lamb House, 1991, proza
- The Winter Sleepwalker, 1994, proza
- Eliza's Daughter, 1994, proza
- Moon Cake, 1998, proza
- Ghostly Beasts, 2002, proza
- Midwinter Nightingale, 2003, proza

### Utwory wydane w Polsce
- Pokój pełen liści, przeł. Małgorzata Grabowska, Warszawa „Nasza Księgarnia”, 1987
- Córka Elizy, przeł. Tatiana Geller, Warszawa „Da Capo”, cop. 1997
- Ogród do składania, przeł. Ewa Rajewska, Warszawa "Dwie siostry", 2019